# Історія освоєння мінеральних ресурсів Північної Америки
Історія освоєння мінеральних ресурсів Північної Америки
Початок освоєння мінеральних ресурсів Північної Америки пов'язаний з появою тут значних груп переселенців з Азії. Найдавніші палеолітичні поселення датуються 38-25 тис. років тому. Для виготовлення численних кам'яних знарядь давні люди використовували кремінь. Обробка кременю в Північній Америці продовжувалася аж до колонізації Америки і навіть до 19 ст. Глина для керамічного посуду добувалася в широких масштабах починаючи з 4-2-го тис. до н. е. На півдні континенту глину використовували для житлових і господарчих споруд, а також скульптурних зображень. З кінця 1-го тис. до н. е. (цивілізація Чальчуапа) великих обсягів досягає видобуток будівельного каменя для зведення храмів і скульптур. У часи Древнього царства майя (рубіж н. е.) вона ще збільшується. Розробка рудних мінералів у Північній Америці аж до епохи колонізації була обмеженою (головним чином, мідь). Видобуток дорогоцінних металів був основним стимулом європейської колонізації Північної Америки у 15-17 ст. Після відкриття багатих родовищ руд срібла в Центральній Мексиці (Сакатекас, Гуанахуато і інш.) в 40-х рр. 16 ст. ця країна разом з Перу стала основним постачальником срібла в Європу. У 60-і рр. 16 ст. срібло починають отримувати шляхом амальгамації. У 1565-75 його видобуток за вартістю перевищував вартість золота, виробленого в цій же колоніальній провінції (Нова Іспанія). Рудники дорогоцінних металів працювали також на Антильських островах, на острові Гаїті, на території Гондурасу і Гватемали.
Виплавкою заліза з болотяних руд на сході США займалися з 1645 англійці, поступово цей промисел розповсюджувався на півдні і заході Америки. Залізо виплавлялося на деревному вугіллі. Кам'яне вугілля почали видобувати у 18 ст. (долина річки Міссісіпі). У сер. течії річки ще у 17 ст. французькими місіонерами були відкриті родовища свинцевої руди (розробка з 1721). У цей час у східних штатах розвивається видобуток мідних, свинцевих, залізних руд, особливо у зв'язку з військовими потребами. У штаті Нью-Джерсі близько 1755 уперше застосовують паровий двигун для водонасосів. З середини 18 ст. розробляють зал. руди в Канаді, інтенсифікується видобуток срібла у Мексиці. У 19 ст. континент потрясли «золоті лихоманки» в Каліфорнії (1849), у Британській Колумбії (Канада, 1858), на Алясці (1880—1902).
Нафтовий бум пов'язаний з початком буріння свердловин в Аппалачах (США) в 1859, де незабаром нафтовидобуток став найбільшим у світі. З 1844 почалася розробка руд міді на півострові Ківіно, тут же на озері Верхнє відкриті родовища залізної руди, видобуток якої у 1873 досягає 1 млн тонн на рік. Найактивніше гірничодобувна промисловість розвивається на заході і на півночі материка. У 90-і рр. родовища залізної руди відкриті на острові Ньюфаундленд і на Атлантичному узбережжі Канади. З 1860 вугілля добувається на острові Ванкувер. У 1855 виявлено природний газ в преріях Канади. У 70-і рр. відкриті поклади азбесту в провінції Квебек, в 1892 — родовище свинцево-цинкових руд Салліван (Британська Колумбія). У 60 80-і рр. добувають руди нікелю, міді, свинцю в пров. Півн. Онтаріо. На початку 20 ст. відкрите велике родовище мідних руд в долині р. Коппер на Алясці.
Попри те, що історія гірництва на континенті нараховує багато віків, експлуатація корисних копалин в промислових масштабах почалася 100—150 років тому.